# ليزا كاميلري
ليزا كاميلري (بالإنجليزية: Lisa Camilleri) هي لاعبة الاسكواش أسترالية، ولدت في 24 فبراير 1983 في Tully, Queensland ‏ في أستراليا.

## وصلات خارجية
- الموقع الرسمي
- ليزا كاميلري على موقع SquashInfo.com (الإنجليزية)
- ليزا كاميلري على موقع اتحاد ألعاب الكومنولث (مؤرشف) (الإنجليزية)
- ليزا كاميلري على موقع اتحاد ألعاب الكومنولث (مؤرشف) (الإنجليزية)